# Biotratamento
Biotratamento, biorremediação ou remediação biológica é o processamento de resíduos ou substâncias tóxicas, perigosas ou poluentes usando organismos vivos como bactérias, fungos ou protozoários. De maneira ampla, refere-se a processos nos quais um sistema biológico (tipicamente bactéria, microalgas, fungos em micotratamento, e plantas em fitotratamento) é empregado para remover poluentes ambientais do ar, água, solo, gases de combustão efluentes industriais, entre outros, em ambientes naturais ou artificiais. A habilidade natural dos organismos em absorver, acumular, e degradar poluentes comuns e emergentes tem incentivado seu uso como recursos biológicos para tratamento de ambientes contaminados. Em comparação com tratamentos convencionais físico químicos, os biotratamentos podem oferecer diversas vantagens pela condição de ser sustentáveis, amigáveis ao ambiente, baratos e escaláveis.
A maioria dos biotratamentos é fortuita, envolvendo organismos nativos. A pesquisa em biotratamento geralmente é focada em estimular  os processos de inserção de organismos ou nutrientes em um local poluído. A remediação ambiental é uma alternativa para a biorremediação.
Conquanto poluentes orgânicos sejam suscetíveis de biodegradabilidade, metais pesados não podem ser degradados, mas apenas oxidados ou reduzidos. O biotratamento típico envolve oxidações. As oxidações aumentam a solubilidade em água de compostos orgânicos e sua suscetibilidade a maior degradação por outra oxidação ou hidrólise. As etapas finais da biodegradação convertem hidrocarbonetos em dióxido de carbono e água. Para metais pesados, a biorremediação oferece poucas possibilidades. Poluentes que contém metais podem ser removidos, ao menos parcialmente, por técnicas de biotratamento.
As técnicas de biotratamento podem ser classificadas em (i) técnicas in situ, que tratam os ambientes poluídos diretamente, ou (ii) técnicas ex situ, que se aplicam a materiais removidos. Em ambos os tipos, nutrientes adicionais, vitaminas, minerais e soluções tampão são acrescentadas para melhorar o crescimento e favorecer o metabolismo dos microrganismos. Em alguns casos, culturas microbióticas específicas são enxertadas, processo conhecido como bioestimulação. 
Tratamento biológico, biorremediação e técnicas similares são usadas para tratar resíduos como águas residuais, resíduos industriais, e resíduos sólidos. O objetivo final da biorremediação é remover componentes perigosos para melhorar a qualidade do solo e das águas.

## Biodegradação de Óleos e Graxas
Óleos e graxas provenientes de fontes como o petróleo e seus derivados, restaurantes, fábricas de alimentos e esgotos domésticos são muitas vezes tóxicos à maioria dos seres vivos e causam poluição hídrica e do solo.[carece de fontes?]
A biodegradação pode ser empregada para degradar resíduos oleosos.

## Biodegradação de resíduos sólidos
Ambientes confinados, como biorreatores, vêm sendo desenvolvidos de forma a superar as limitações de ordem física, química e biológica dos processos tradicionais de biotratamento, que costumam ocorrer em ambientes outdoor e são, portanto, expostos às intempéries e a outros fatores bióticos e abióticos.
A grande versatilidade e o controle mais preciso, possibilitados pela engenharia própria dos ambientes confinados, permitem o tratamento de uma ampla gama de resíduos, mesmo os perigosos ou tóxicos, de modo a otimizar a estequiometria, a velocidade e a eficiência dos processos. Uma enorme variedade de microorganismos pode ser utilizada, e como as interações com o meio externo são controladas, é possível utilizar e testar avanços de engenharia genética, bem como lançar mão de produtos químicos, aquecimento, aplicação de pressão e outras técnicas ambientalmente mais agressivas. Muitas tecnologias originalmente desenvolvidas para a medicina ou farmácia podem ser aplicadas com o objetivo de melhorar a eficiência do biotratamento em ambientes confinados.

## Aterros Sanitários
Os aterros sanitários são o processo de biotratamento mais expressivamente usado em todo o mundo. Um aterro sanitário comum consiste na formação de biopilhas ao ar livre, com a aplicação de técnicas de engenharia para evitar a contaminação dos ecossistemas ao redor do aterro.
São considerados a melhor opção para a destinação de resíduos sólidos não-perigosos, geralmente resíduos urbanos, embora representem parcela ínfima da destinação final destes.[carece de fontes?] Na cidade fluminense de Nova Iguaçu, foi instalado um dos mais modernos aterros sanitários do mundo, sendo considerado o primeiro empreendimento do planeta a receber créditos de carbono pelo mecanismo MDL.
Por sua vez, os depósitos públicos de lixo urbano a céu aberto, popularmente conhecidos no Brasil como lixões, representam a maioria esmagadora do destino final do lixo das cidades em muitos países, como o próprio Brasil.[carece de fontes?]
Os resíduos considerados perigosos, geralmente de origem industrial, não podem ser dispostos em aterros sanitários urbanos, devendo ser enviados para incineração, ou para tratamento e posterior disposição em aterros industriais.[carece de fontes?]